# بكتيريا مائية محبة لمياه الربيع
بكتيريا مائية محبة لمياه الربيع (الاسم العلمي: Aquabacterium fontiphilum) هي نوع من البكتيريا، سلبية الغرام، تتبع جنس البكتيريا مائية.